# Euplassa taubertiana
Euplassa taubertiana är en tvåhjärtbladig växtart som beskrevs av Karl Moritz Schumann. Euplassa taubertiana ingår i släktet Euplassa och familjen Proteaceae. Inga underarter finns listade i Catalogue of Life.